# Freelance Whales
The Freelance Whales is een Amerikaanse Indierock band uit Queens, New York.

## Geschiedenis
Freelance Whales is gevormd gedurende 2008. De naam Freelance Whales is dan ook bedacht naar aanleiding van de freelance-atmosfeer van de stad. 
De carrière van de band kwam op gang toen zij in 2009 op de platformen van de New Yorkse metro gingen spelen. Later in dat jaar brachten ze zelf hun debuutalbum Weathervanes uit. Het album is grotendeels geschreven door frontman Judah Dadone. De teksten voor dit album zijn gebaseerd op jeugdherinneringen en dromen. 
Op 27 april 2010 is dit album opnieuw uitgekomen via het label 'Frenchkiss'.

## Bandleden
- Judah Dadone (leadzanger, banjo, akoestisch en elektrisch gitaar, synthesizer, bas)
- Charles “Chuck” Criss (banjo, bas, synthesizer, glockenspiel, harmonium, akoestisch and elektrisch gitaar, zang)
- Doris Cellar (bas, harmonium, glockenspiel, synthesizer, zang)
- Jacob Hyman (drums, percussie, zang)
- Kevin Read (akoestisch en elektrisch gitaar, glockenspiel, mandoline, synthesizer, zang)

Chuck Criss maakte in februari 2022 zelf een einde aan zijn leven. Hij werd 35 jaar.

## Discografie

### Albums
- Weathervanes (13 april 2010)

### Ep's
- The Benefit for Japan ep (mei 2011)

### Singles
- Hannah (27 april 2010)
- Enzymes (oktober 2010)
- Day Off
- Generator First Floor (maart 2011)